# Király Zoltán (politikus)
Király Zoltán (Kiskunfélegyháza, 1948. május 23. – ) magyar újságíró, pedagógus, vállalkozó, országgyűlési képviselő.

## Élete
Király Ferenc és Körmöczi Irén gyermekeként született.
Általános és középiskoláit Kecskeméten végezte. Főiskolai tanulmányait a József Attila Tudományegyetem Jogtudományi Karán végezte 1969–1971 között. 1975–1979 között a Juhász Gyula Tanárképző Főiskola, népművelés–pedagógia szakán tanult. 1980–1981 között a MÚOSZ Újságíró Iskola diákja volt. 1983–1987 között Politikai Főiskolát végzett. 1995–1997 között a Külkereskedelmi Főiskola hallgatója volt.
1971–1978 között a Magyar Kommunista Ifjúsági Szövetség Bács-Kiskun Megyei Bizottságának kulturális felelőse, 2 évig megbízott ideológiai titkára volt. 1973–1975 között a Petőfi Népe, 1975–1978 között pedig a Magyar Rádió szolnoki stúdiójának munkatársa, valamint a Magyar Televízió külső munkatársa volt. 1974–1988 között az MSZMP tagja volt, 1988-ban az Új Márciusi Front alapító tagja, kizárták az MSZMP-ből. Halay Editet, a Közgazdász hetilap főszerkesztőjét megrótták azért, hogy a pártból éppen akkor (1988. április 8-án) kizárt Király Zoltán képviselővel, szerkesztő-riporterrel készített interjút az egyetemi lap.
1978–1991 között a Magyar Televízió szegedi stúdiójának szerkesztő-riportere volt.
1985–1994 között országgyűlési képviselő volt. Az 1990-es választásokon Csongrád megye 2-es számú egyéni választási körzetéből nyert mandátumot és a május 2-án alakult parlamentben az MDF frakciójához csatlakozott, ahonnét négy héttel később, május 30-án kilépett és a ciklusból hátralévő négy évet függetlenként töltötte, mialatt csatlakozott az MSZDP-hez.
1991-ben a HT Press ügyvezető igazgatója volt. 1985–1990 között a településfejlesztési és környezetvédelmi bizottság, 1989–1990 között pedig az ügyrendi bizottság tagja volt. 1989-ben megalapította az Ellenzéki Demokraták képviselőcsoportot. 1992-ben az Impress–R Marketing Bt. ügyvezetője volt. 1992–1993 között a Szociáldemokrata Néppárt ügyvivője volt. 1994-től egy szegedi sportszerbolt társtulajdonosa lett. 1990. május–június között, valamint 1992–1994 között a külügyi bizottság tagja volt. 1994-ig a MÚOSZ elnökségi tagja volt. 1994-ben MSZDP-s, 1998 MSZP-s képviselőjelölt volt. 1993–1994 között az MSZDP elnöke, 1997–2001 között az MSZP tagja volt.
Később, nyugdíjasként biztonsági őr lett, és a kétharmados parlamentet a pártállamhoz hasonlította (2014).

## Kitüntetések
- Aranykoszorús KISZ-jelvény
- Szocialista Kultúráért